# Burg Hauneck

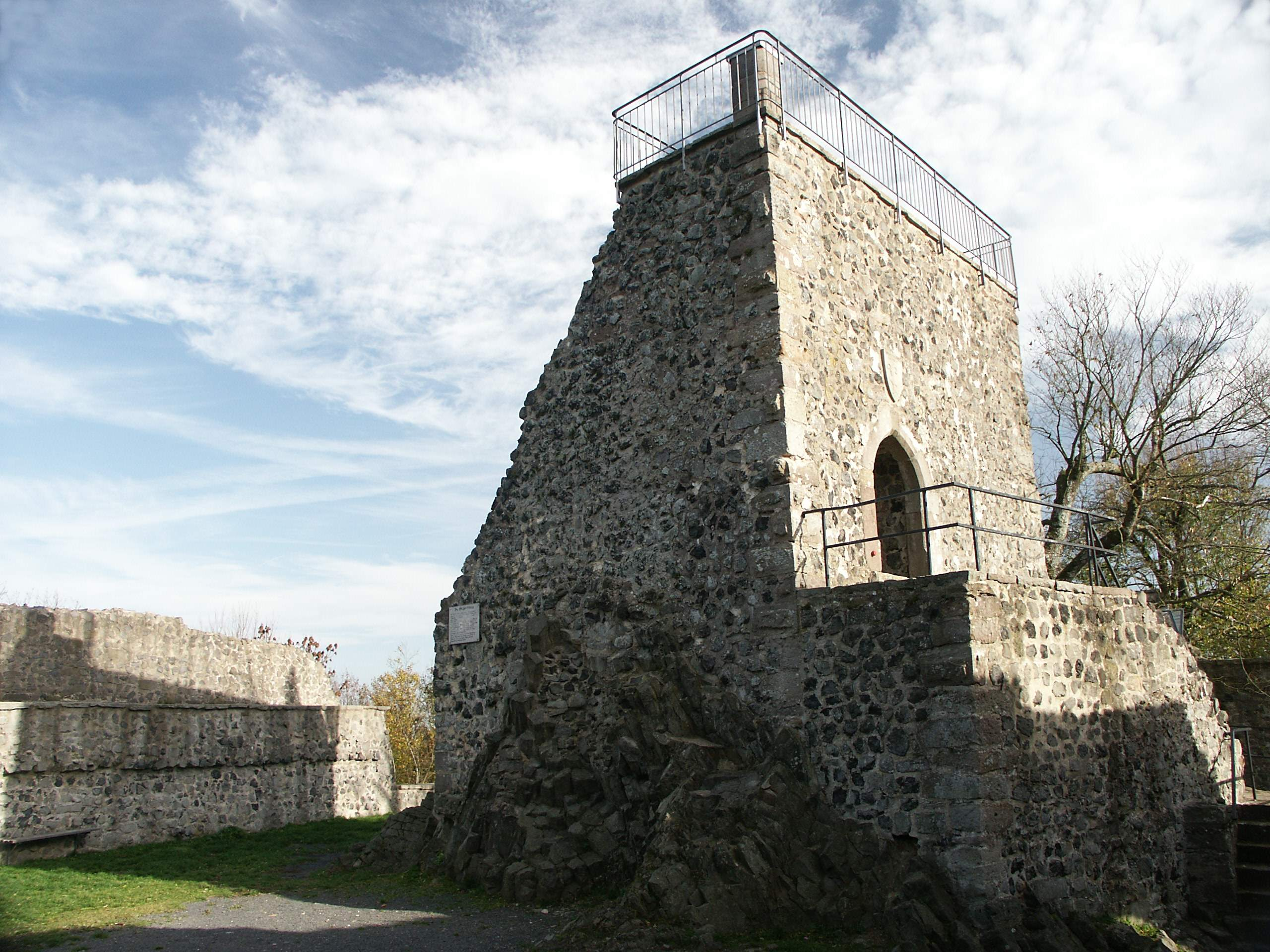
Bergfried von Burg Hauneck auf den Basaltsäulen des Stoppelsberges

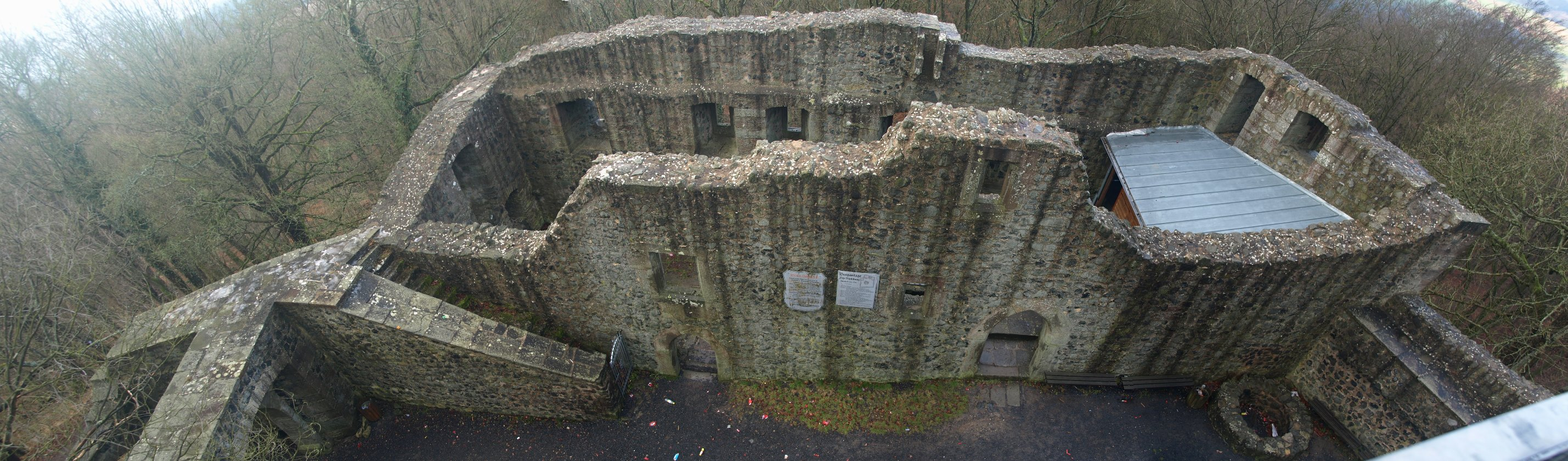
Panorama von Pallas und Küchentrakt

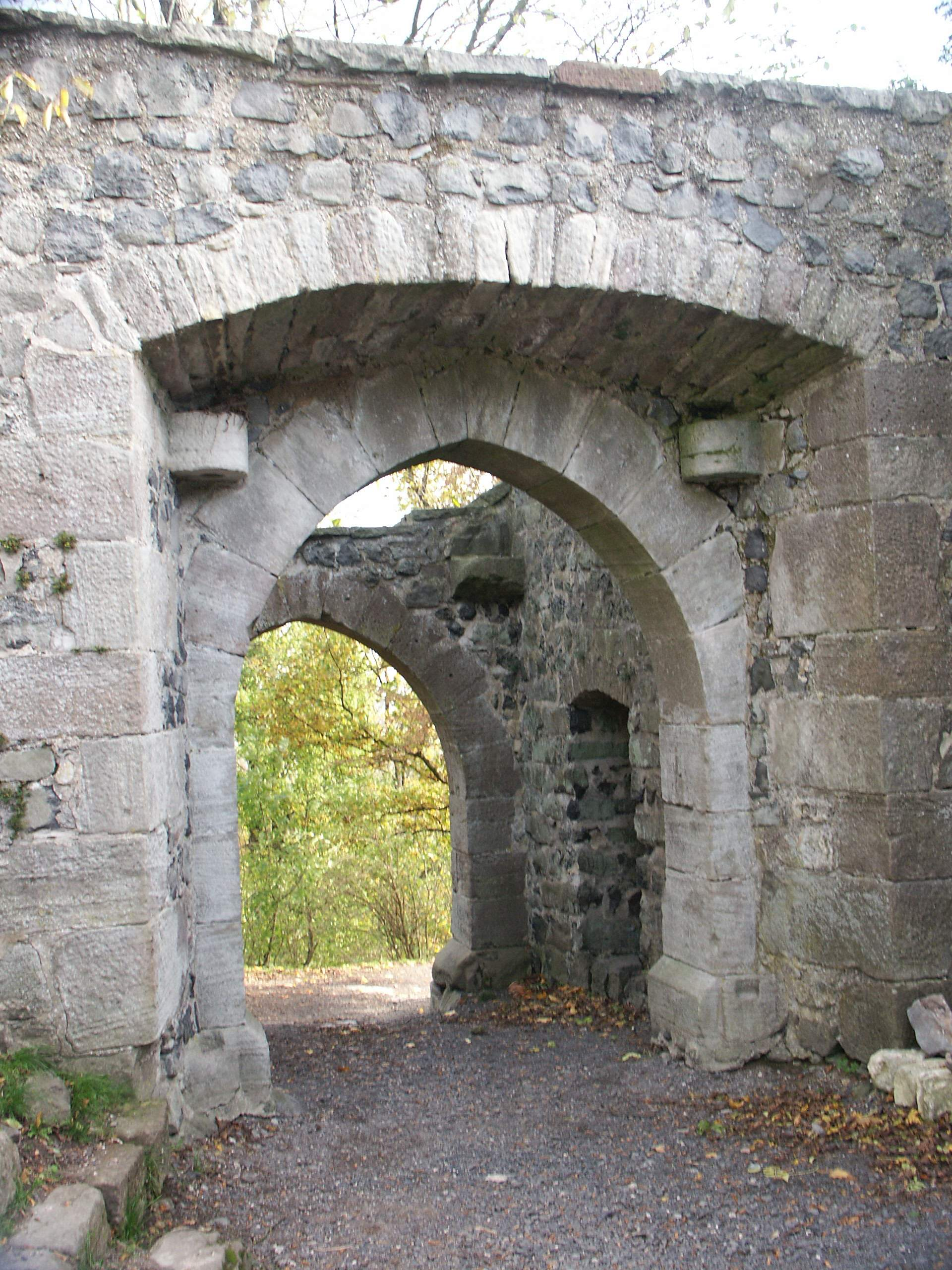
Torhalle vom Burghof aus gesehen

Die Burgruine Hauneck steht innerhalb der Gemarkung von Oberstoppel, einem Ortsteil der Gemeinde Haunetal im Landkreis Hersfeld-Rotenburg in Hessen.

## Lage
Die Ruine der Gipfelburg liegt auf dem Gipfel des 524 m hohen Stoppelsberges in der Kuppenrhön, dem Rest eines Vulkanschlots, der im Miozän entstand. Der Bergfried der Burg Hauneck ist auf hexagonalen Basaltsäulen gegründet, die beim Abkühlen der Lava entstanden; sie treten an der Basis des Bergfrieds zu Tage.

## Anlage
Die Burg wurde aus Basaltstein errichtet und hat eine annähernd quadratische Grundform. Teilweise sind die Tor- und Fensterstürze, Eck- und Buckelquader aus weißem Sandstein gefertigt. Sie stammen vom Naturdenkmal Lange Steine. Alle Gebäude sind dem Neubau aus dem 15. Jahrhundert zuzuordnen. Lediglich der Bergfried stammt noch aus der ersten bekannten Burganlage aus dem 14. Jahrhundert.
Die etwa 1,5 Meter dicke Ringmauer umfasst den ganzen Gipfel des Stoppelsberges. Die Mauern der Gebäude sind noch bis zu 15 Meter hoch. Die Torhalle mit dem Doppeltor befindet sich auf der südöstlichen Seite der Anlage. Von dem Gebäude über dem Tor existieren nur noch die Außenmauern, die noch etwas höher sind als die Torbögen. Die innenliegenden Torangelsteine sind noch erhalten.
Über die südliche Ecke der Burg schließt sich südwestlich der Palas mit einem gotischen Tor an. Nach den Resten der Außenmauer zu urteilen, hatte dieser Bau mindestens zwei Stockwerke. Er hatte eine Länge von etwa 17,5 Metern und eine Breite von 3,5 Metern. Im Erdgeschoss befinden sich einige Schießscharten und Deckentragsteine. Im Nordwesten, neben der Treppe zum Küchentrakt, befindet sich der Eingang zum Keller mit Tonnengewölbe. Es war ein Vorratskeller, von dem man auch Zugang zur Zisterne hatte, die sich im Innenhof neben dem Küchentrakt befand. Zwischen diesem Kellerzugang und der Treppe zum Küchentrakt befand sich die zentrale Feuerstelle, die zu einem Kachelofen im zweiten Stock führte. Im zweiten Stock befand sich die Dürnitz, die über eine Außentreppe direkt neben der Torhalle erreichbar war.
In nordwestlicher Richtung wurde dem Palas der Küchentrakt angebaut. Auch zur Küche gibt es vom Burghof aus ein gotisches Tor. Hier sind noch Originale des Herdsockels, des Ausgusssteins und des Pflasterbodens zu sehen. Des Weiteren sieht man noch das Säulenfundament des Kochkamins, Reste der Kaminführung und den Ansatz einer schmalen Wendeltreppe, die von der Küche zur Dürnitz führte. Vom Küchentrakt aus führt die Ringmauer, mit noch teilweise erhaltenem unterem Wehrgang, wieder zurück zur Torhalle. Hier lassen sich keine weiteren Gebäudereste mehr erkennen. Es ist aber anzunehmen, dass es entlang dieser Mauer noch Holzgebäude (z. B. Pferdeställe) gab.
In der Mitte des Burghofes stehen noch die Reste des rechteckigen Bergfrieds. Von dort aus hat man einen Rundblick über die Kuppenrhön, den Seulingswald und den Knüll. Auf dem Bergfried befindet sich ein trigonometrischer Punkt.

## Geschichte
Die Burg wurde vermutlich im 14. Jahrhundert durch die Ritter von Haune erbaut. Ihre Stammburg lag im etwa 3 km entfernten Burghaun, im Tal der Haune. Welche der zwei Burgen zuerst gebaut wurde, ist nach Quellenlage nicht mehr zu ermitteln. Da der Name des Berges nicht durch den Burgnamen verlorenging, kann man davon ausgehen, dass es die erste Burganlage erst im 14. Jahrhundert auf dem Berg gab. Vermutlich wurde die Burg erbaut, um die Talburg in Burghaun zu schützen. Außerdem konnten die Burgherren von hier aus die Altstraße Antsanvia kontrollieren, die unweit durch das Hessische Kegelspiel und die Kuppenrhön führte.
Im Jahre 1397 (eventuell auch erst 1402 oder 1403) erfolgte die erste schriftliche Erwähnung der Burg. Zu dieser Zeit unternahmen die Ritter von Haune zusammen mit anderen buchischen Rittern einen Einfall in Niederhessen. Sie wurden aber von Landgraf Hermann II. von Hessen bei Homberg geschlagen. Er verfolgte die Überlebenden bis in fuldisches Gebiet und eroberte dabei die Burg, die teilweise zerstört wurde.
Die Burg war auch für den Landgrafen strategisch interessant. Sie lag an der Grenze zum fuldischen Gebiet, an der alten Straße von Würzburg nach Fulda und in der Nähe zur Antsanvia. Also wurde die Burg wieder instand gesetzt, und der Landgraf zwang Heinrich von Haune im Jahre 1409, ihm die Burg zu verkaufen. Mit diesem Kauf wechselten auch die Dörfer Ober- und Unterstoppel in hessischen Besitz. Hauneck wurde hessischer Gerichts- und Amtssitz.
Bei der Teilung der Landgrafschaft Hessen nach dem Tode Ludwigs I. kam Hauneck zu Hessen-Marburg, aber der bald folgende Hessische Bruderkrieg im Jahre 1469 führte zur zweiten Zerstörung der Burg. Ludwig II. von Hessen-Kassel versuchte, sich Einfluss bei dem bedeuteten Rittergeschlecht derer von Buchenau zu verschaffen. Zu diesem Zweck verlangte sein Marschall, Simon von Wallenstein, Eintritt in diesen Clan. Dies führte innerhalb der Familie von Buchenau zum Streit zwischen dem Befürworter dieses Beitrittes, Simon von Buchenau, und den Gegnern des Anliegens, Bosso und Georg von Buchenau. Im Jahr 1469 versuchte Heinrich III. von Hessen-Marburg mit Unterstützung von fuldischen Truppen, Simon von Buchenau zu vertreiben. Er zog mit 4000 Mann zur Belagerung der Burg in Buchenau (Vorgängerbau des Schlosses). Daraufhin kam Ludwig II. mit einem Entsatzheer dem in Bedrängnis geratenen Simon zu Hilfe. Heinrichs Belagerungstruppen flohen, als das Entsatzheer anrückte. Simon rächte sich daraufhin an Heinrich III., in dem er die Burg Hauneck zerstörte.
Erst zwischen 1482 und 1490 ließ Wilhelm III. die Burg durch den Festungsbaumeister Hans Jakob von Ettlingen wieder aufbauen. Sie wurde der Sitz eines Amtmannes, der durch das Haus Hessen-Marburg (später von Hessen-Kassel) bestellt wurde. Erster Amtmann war Hans Jakob von Ettlingen. Im Jahr 1499 nennt sich Engelhard von Buchenau „Amtmann zu Hauneck“. Der Amtssitz wurde 1560 nach Holzheim (heute ein Ortsteil von Haunetal) verlegt.
Durch die erneute hessische Erbteilung nach dem Tod von Landgraf Philipp dem Großmütigen fiel die Burg 1567 an Ludwig III. von Hessen-Marburg. Im Jahre 1572 wurde noch ein Jakob Schröder als „Voigt uff Hauneck“ erwähnt. Ab dieser Zeit wurde die Burg in keiner Urkunde mehr erwähnt. Es ist daher anzunehmen, dass sie bereits im letzten Quartal des 16. Jahrhunderts unbewohnt war und seitdem verfiel. Auch ist anzunehmen, dass sie im Dreißigjährigen Krieg erheblichen Schaden erlitt.
Die Burgruine musste am 1. August 1981 wegen Einsturzgefahr geschlossen werden. Die nunmehr gesicherte Ruine wurde mit begehbarem Bergfried am 20. Mai 1982 wiedereröffnet.

### Das Amt Hauneck
Zum Amt Hauneck gehörten 1585 die Dörfer Oberstoppel und Unterstoppel (wie 1409 zum Gericht) sowie nunmehr außerdem Kruspis, Rhina und Rothenkirchen. Zwischen 1680 und 1686 kamen noch die von der Familie von Romrod erkauften Dörfer Holzheim und Stärklos hinzu, dazu der Hof Heisenstein (Geheimeratsakten, Domänen). Nach 1722 wurde das östlich gelegene Amt Schildschlag mit seinen vier Orten Eitra, Fischbach, Sieglos und Wippershain angegliedert.